# 墓地轨道

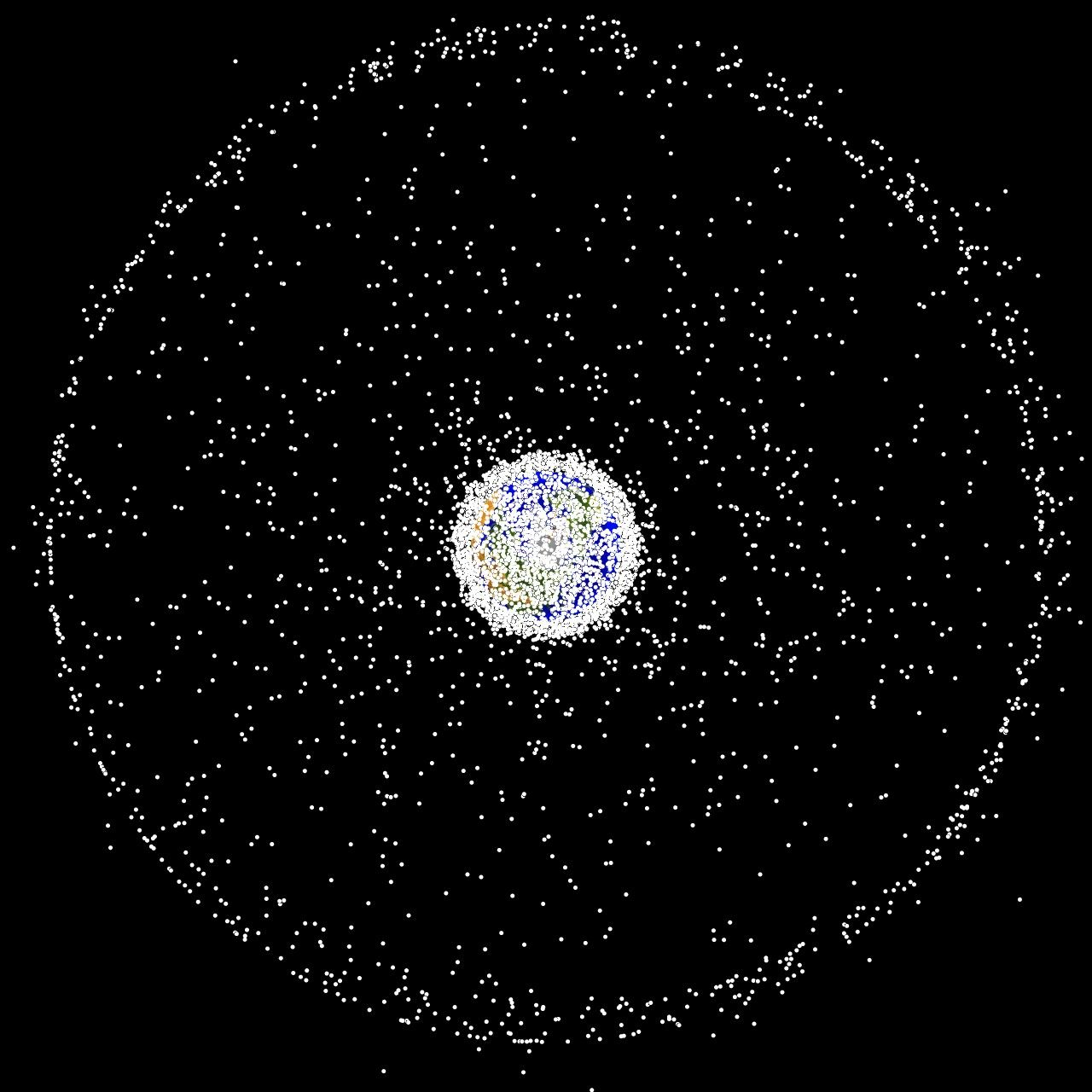
NASA繪製的太空垃圾在地球附近的分布圖

死亡轨道（英語：Graveyard orbit），也称为垃圾轨道（junk orbit）或報廢轨道（disposal orbit），是用于从通常运行轨道上脱离的太空轨道。一个重要的墓地轨道是在地球同步轨道上方的超同步轨道。卫星通常在其运行寿命结束时转入此类轨道，以降低与航天器碰撞和产生太空垃圾的可能性。

## 報廢轨道

### 地球靜止軌道
地球靜止軌道距離地球35,786公里，在它之上的衛星普遍體積較大，一般可以運作15至30年，在燃料耗盡之前會被飛行到比原本軌道高數百公里的位置，是為墓地轨道，即是放置廢棄衛星的軌道。衛星在墓地轨道因為所受的引力比較少，會慢慢飄向外太空。美國衛星營運商Dish Network於2023年因為沒有將其EchoStar VII衛星移送至墓地轨道而被联邦通信委员会（FCC）罰款。

### 近地轨道
近地轨道一般在2000公里以下，在這裡的衛星多數是微卫星，亦可以是大型卫星互联网星座的一部分。要將它們飛往3萬6千公里以外的軌道是沒有可能的。有必要采取新举措确保物体在达到使用寿命前脱离。不同于需要三个月燃料的地球靜止軌道（GEO）墓地轨道，大型卫星网络须能被动衰减到地球大气层上的轨道。例如，OneWeb和SpaceX已向FCC监管机构承诺，退役的卫星将衰减至一个较低轨道，即報廢轨道——卫星在该轨道高度上会由于大气阻力而衰减，然后自然地再入大气层并在寿命结束后的一年内燃尽。